# Roter Stoßtrupp
Der Rote Stoßtrupp war eine der ersten, größten und am längsten aktiven linkssozialistischen Widerstandsgruppen gegen den Nationalsozialismus.

## Geschichte

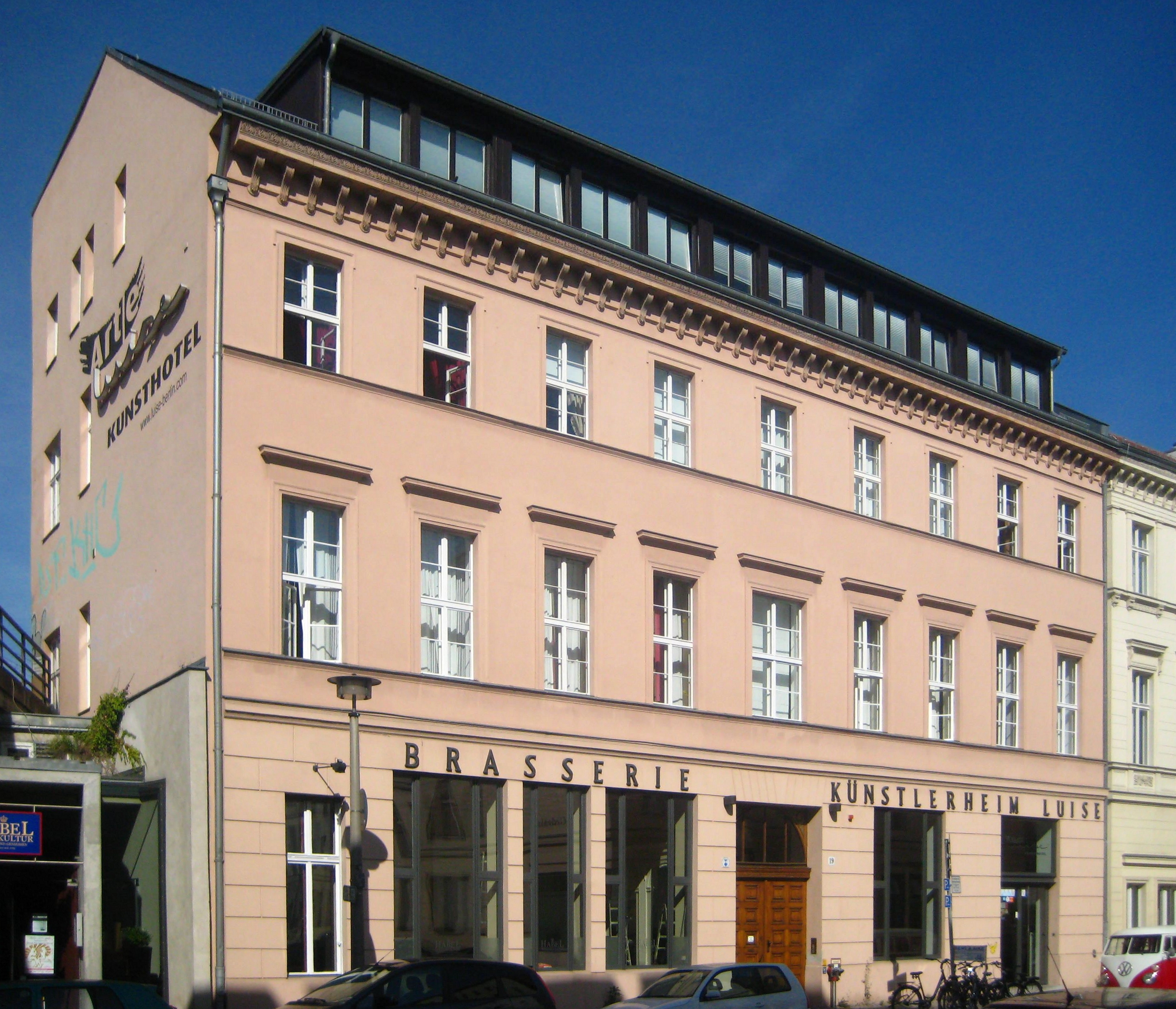
Im damals schon ausgebauten Obergeschoss der Luisenstraße 19 in Berlin-Mitte befand sich 1933 das von Karl König verwaltete Studentenwohnheim der Sozialistischen Studentenschaft. Im Haus war einer der ersten illegalen Druckorte der Zeitung Roter Stoßtrupp. Zahlreiche führende Funktionäre der gleichnamigen Widerstandsgruppe lebten dort.

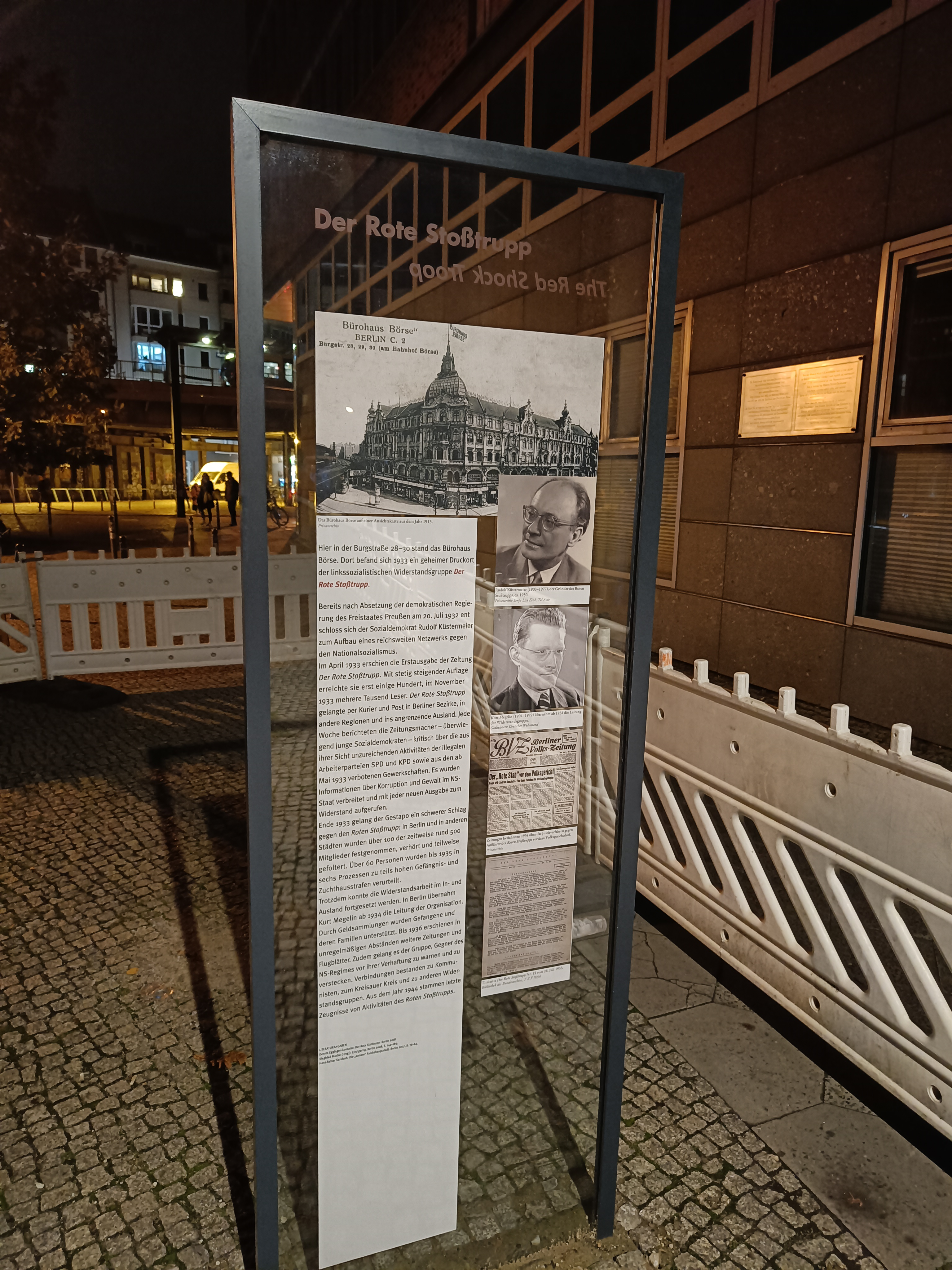
Die am 9. Oktober 2024 enthüllte Informationstafel der Berliner Senatsverwaltung für den Roten Stoßtrupp in der Burgstraße 28 Berlin-Mitte

Er wurde bereits im Juli 1932 als Reaktion auf den Preußenschlag durch Rudolf Küstermeier und einige seiner Freunde aus dem Umfeld der Neuen Blätter für den Sozialismus, der Deutschen Hochschule für Politik in Berlin und der Sozialistischen Studentenschaft gegründet. Der Rote Stoßtrupp entwickelte sich innerhalb weniger Monate zu einer der größten Widerstandsgruppen. Über 90 % der schätzungsweise 500 aktiven Mitglieder im Jahr 1933 waren Sozialdemokraten vom linken Flügel der Partei. Die vergleichsweise jungen Arbeiter, Angestellten und Studenten kritisierten die unzureichend kämpferische Haltung von SPD, KPD und Gewerkschaften im Kampf gegen den deutschen Faschismus. Von der Leitung der Widerstandsgruppe, dem sogenannten Roten Stab, wurde eine linke Einheitsfront propagiert, die durch eine proletarische Revolution die NSDAP-Regierung stürzen sollte. Der Rote Stoßtrupp strebte eine enge Zusammenarbeit aller antinationalistischen Kräfte an. Gute Kontakte unterhielt die Gruppe vor allem zu kritischen und dissidenten Mitgliedern von SPD, SAJ und KPD und zu kleineren linken Gruppen wie der SAPD, der KPDO und dem ISK, aber auch zu Personen aus den bürgerlichen Parteien und selbst zu oppositionellen Nationalsozialisten wie Otto Strasser. Eine enge organisatorische Zusammenarbeit gab es mit dem Berliner Büro der Quäker, wo sich einer der Vervielfältigungsapparate der Gruppe befand.
Beim Aufbau der Widerstandsstrukturen orientierte sich der Rote Stab an Lenins Idee eines autoritären Kadernetzwerkes. Seine Idee hatte Lenin 1902 in der Broschüre Was Tun? veröffentlicht. Mit diesen zwei Worten war auch die Erstausgabe des Roten Stoßtrupps im April 1933 überschrieben. Die Gruppe gab bis November 1933 im wöchentlichen Rhythmus 27 Ausgaben der gleichnamigen Zeitung heraus und schickte diese in fast alle Teile des Dritten Reiches sowie ins Ausland. Das Publikationsorgan hatte einen linksrevolutionären, antikapitalistischen und antinationalistischen Fokus und berichtete schon frühzeitig u. a. über Korruption und Lügen der NS-Eliten sowie über Folterkeller und Konzentrationslager. Die Zeitung erreichte Ende 1933 allein in Berlin eine Auflage von 1500 Exemplaren pro Ausgabe. Aufgrund des subversiven Fünfersystems, mit dem die Widerstandsgruppe arbeitete, ist davon auszugehen, dass das Blatt Ende 1933 bis zu 7500 Leser hatte. Damit wäre Der Rote Stoßtrupp eine der größten illegalen Zeitungen gewesen, die nicht von den Parteiführungen der SPD und KPD hergestellt und vertrieben wurden. Der Widerstandsorganisation gelang es u. a. dank ihrer Publikation, innerhalb weniger Monate verschiedene Ortsgruppen im Deutschen Reich aufzubauen (beispielsweise in Bielefeld, Brüel, Kassel, Pirmasens und Stettin). Darüber hinaus gab es Kontakte in Dutzende weitere Städte sowie ins angrenzende Ausland.
Anfang Dezember 1933 gelang es der Gestapo, ca. 150 Mitglieder und Sympathisanten der Widerstandsgruppe festzunehmen. Mindestens 61 wurden 1934 und 1935 zu teilweise langjährigen Gefängnis- und Zuchthausstrafen verurteilt. Unter anderem in Berlin gab es zwei Prozesse gegen Leser und Verteiler der Zeitung vor dem Kammergericht und einen Prozess gegen den Roten Stab vor dem Volksgerichtshof. Der Prozess gegen zahlreiche leitende Funktionäre der Widerstandsgruppe im August 1934 war überhaupt erst der zweite Prozess vor dem Volksgerichtshof. Die Anklage war zuvor vom Reichsgericht Leipzig erstellt worden. Angeblich auf ausdrücklichen Wunsch von Hermann Göring wurde dann der Wechsel an das Sondergericht vollzogen.
Nach einer kurzen Phase des Abwartens fanden sich in Berlin einige unentdeckte Mitglieder der Widerstandsgruppe erneut zusammen. Neben der Vernetzung konzentrierten sie sich auf die physische und psychische Hilfestellungen für die Inhaftierten und deren Familien, die Bereitstellung von Anwälten und das Sammeln des zur Hilfe notwendigen Geldes. Der Hilfsfonds konnte auf seit Mitte 1933 bestehende Strukturen zurückgreifen. Damals waren vom Roten Stab Kuriere ins Ausland geschickt worden, um die Grenzarbeit der Organisation zu verbessern und gleichzeitig Unterstützung und Kooperation bei internationalen Arbeiterorganisationen einzuwerben – beispielsweise der Internationalen-Transportarbeiter-Föderation, der SoPaDe, der Labour Party und der Sozialistischen Arbeiterinternationalen.
Aus dem Hilfsfonds bildete sich in Berlin eine reorganisierte Gruppe heraus, die ab 1934 die illegale Arbeit unter Leitung von Kurt Megelin weiterführte. Die Gruppe gab bis mindestens 1935 unregelmäßig die Zeitung Der Rote Stoßtrupp in einer unbekannten Auflage heraus. Der Neue Rote Stoßtrupp behielt die ideologische Linie der Gründergruppe bei und berief sich auf deren geleistete Arbeit. Gleichzeitig bildete sich in der Tschechoslowakei unter Leitung des emigrierten Robert Keller eine weitere Gliederung heraus, die sich Neuer Roter Stoßtrupp nannte. Gemeinsam mit beispielsweise den Revolutionären Sozialisten Deutschlands (Siegfried Aufhäuser und Karl Böchel) und der Gruppe Neu Beginnen (Karl Frank) versuchte der Neue Rote Stoßtrupp, die SoPaDe auf einen Einheitsfrontkurs festzulegen. Gleichzeitig sprach man dem Exilvorstand unter Leitung von Otto Wels die Vertretungsberechtigung für die deutsche Sozialdemokratie ab und forderte Zugriff auf das zum Teil ins Ausland gerettete Parteivermögen. Der Neue Rote Stoßtrupp erlangte mit seiner Kader-, Kartell- und Netzwerkpolitik zeitweise Einfluss in der sozialdemokratischen Emigration: Robert Keller und sein Freund Franz Osterroth unterhielten ab 1934 in der Tschechoslowakei eine Kaderschule und belieferten von dort weite Teile des damaligen Sachsen und Anhalt mit illegalem Schriftmaterial. Gleichzeitig reisten sie illegal ins Deutsche Reich und erhielten von dort Besuch. An den so gewonnenen Informationen hatte unter anderem die SoPaDe Interesse. Obwohl Robert Keller wiederholt den Exilparteivorstand kritisierte und in Frage stellte, finanzierte die SoPaDe Aktivitäten des Neuen Roten Stoßtrupps.
1935 kam es beispielsweise in Eilenburg, Halle und Leipzig zu einer großen Verhaftungswelle. Unter den Festgenommenen waren auch zahlreiche Verbindungsleute von Robert Keller. Infolge sank der Einfluss des Neuen Roten Stoßtrupps in der Emigration. Bis spätestens 1937 löste sich dieser Ableger des Roten Stoßtrupps auf.
In Berlin gelang es Kurt Megelin und einigen anderen, den Widerstand gegen den Nationalsozialismus bis mindestens 1944 aufrechtzuerhalten. Die Gruppe verzichtete zunehmend auf Außenpropaganda und konzentrierte sich auf Zersetzungs- und Schutzarbeit. Unter anderem versteckte der Rote Stoßtrupp rassisch und politisch verfolgte Menschen, darunter auch Inge Deutschkron und ihre Mutter. Mit Beginn des Zweiten Weltkrieges forcierte der letzte noch vorhandene Organisationsteil des Roten Stoßtrupps seine Bündnispolitik. Die Gruppe unterhielt u. a. Verbindungen zum Kreisauer Kreis, zum kommunistischen Widerstand, zur Gruppe um Carl Goerdeler, aber auch zu oppositionellen Wehrmachtskreisen. Die Bandbreite der Kontakte der Gruppe um Kurt Megelin reichte somit wie bei der Gründergruppe unter Küstermeier von Strukturen der KPD bis hin zu oppositionellen Nationalsozialisten. Viele der Bekanntschaften ins sozialistische Widerstandslager resultierten noch aus der Zeit vor der Machtübergabe. Kurt Megelin beispielsweise kannte seit 1931 Wilhelm Leuschner. Über die frühere gemeinsame Arbeit bei den Neuen Blättern für den Sozialismus war etwa Curt Bley aus dem Roten Stab mit Theodor Haubach, Carlo Mierendorff und Adam von Trott zu Solz befreundet. Trotz dieser überaus prominenten Freundschaften und Beziehungen bleibt dennoch der Eindruck bestehen, dass der Rote Stoßtrupp als Organisation keinen nennenswerten Einfluss auf konkrete Neuordnungskonzeptionen eines vom Nationalsozialismus befreiten Deutschlands erlangte.

## Bekannte Gerichtsverfahren gegen Anführer, Mitglieder und Unterstützer des Roten Stoßtrupps
- Gegen Otto Eckert und 22 weitere Leser und Verteiler des Roten Stoßtrupps vor dem Kammergericht Berlin (Anklageerhebung am 12. Februar 1934 / Urteilsverkündung am 26. Mai 1934)
- Gegen Hermann Köpcke und Adolf Böse vor dem Kammergericht Berlin (Anklageerhebung am 20. März 1934 / Urteilsverkündung am 29. Mai 1934)
- Gegen Bruno Senftleben und 26 weitere Leser und Verteiler des Roten Stoßtrupps vor dem Kammergericht Berlin (Anklageerhebung am 30. April 1934 / Urteilsverkündung am 24. Mai 1934)
- Gegen den Roten Stab, die Führungsgruppe des Roten Stoßtrupps (Verfahren gegen Karl Zinn und andere), vor dem Reichsgericht in Leipzig (Anklageerhebung am 15. Mai 1934 / Urteilsverkündung durch den  Volksgerichtshof am 27. August 1934)
- Gegen René Bertholet und andere (darunter mit Karl Mülle ein wichtiges Mitglied des Roten Stoßtrupps) vor dem Kammergericht Berlin (Anklageerhebung am 6. Juni 1934 / Urteilsverkündung am 19. September 1934)
- Gegen Rudolf Preuß aus Bielefeld vor dem Oberlandesgerichts Hamm (Anklageerhebung am 14. März 1935 / Urteilsverkündung am 2. April 1935)
- Gegen Hans Köpcke und Rudolf Wendt vor dem Hanseatischen Oberlandesgericht (Anklageerhebung 2. September 1935 / Urteilsverkündung 10. Oktober 1935)

## Bekannte Mitglieder und Unterstützer des Roten Stoßtrupps
- Otto Wilhelm Beuthan (1885–1965)
- Curt Bley (1910–1961)
- Gustav Degner (1892–1978)
- Ernst Fraenkel (1898–1975)
- Emil Groß (1904–1967)
- Franz Hering (1902–1990)
- Robert Keller (1901–1972)
- Karl König (1910–1979)
- Friedrich Krüger (1896–1984)
- Rudolf Küstermeier (1903–1977)
- Artur Ladebeck (1891–1963)
- Walter Löffler (1900–1967)
- Kurt Megelin (1904–1979)
- Alfred Menger (1901–1979)
- Franz Osterroth (1900–1986)
- Otto Ostrowski (1883–1963)
- Robert von Radetzky (1899–1989)
- Werner Rüdiger (1901–1966)
- Richard Schröter (1892–1977)
- Willi Schwarz (1902–1975)
- Arthur Schweitzer (1905–2004)
- Adam von Trott zu Solz (1909–1944)
- Erna Wiechert (1905–1974)
- Georg-August Zinn (1901–1976)
- Karl Zinn (1906–1943)